# Isabelle Reynaud
Isabelle Colette Reynaud (født 1964) er en tysk-fransk sceneinstruktør bosiddende i Danmark.
Hun er instruktøruddannet i Tyskland i 1990, og er stifter og kunstnerisk leder af Teater C.
Som instruktør har hun bl.a. stået bag forestillingerne Æblefugl (2003) og En biceps i August (2003) på Entré Scenen, samt Spor//Spor 2000) på MBT Danseteater i Århus, der modtog en nominering til Årets Reumert i 2001.
I 2005 modtog hun, som den første, teaterprisen EntréPrisen.
 Der er for få eller ingen kildehenvisninger i denne artikel, hvilket er et problem. Du kan hjælpe ved at angive troværdige kilder til de påstande, som fremføres i artiklen.